# Lei do similar nacional
A Lei do similar nacional ou Lei dos similares foi uma proteção tarifária instituída no Brasil destinada a proteger determinados setores produtivos nacionais. Tal conjunto de medidas protecionistas envolvia tanto a concessão de recursos, empréstimos e subsídios aos produtos e aos empresários locais, quanto uma taxação sobre produtos importados que tivessem similar de fabricação nacional.

## História
Desde o final do Século XIX até sua rigorosa aplicação a partir da década de 1950, um conjunto de leis e medidas determinava que os produtores nacionais que tivessem bens concorrentes importados de outros países, podiam requerer ao governo federal um registro especial que lhes garantia uma medida protecionista taxando o bem similar importado mais caro em relação ao preço do bem nacional. Tal comparação era feita com base nos critérios "quantidade" e "qualidade", forçando os consumidores brasileiros a comprar preferencialmente de empresas de dentro do país, encorajando uma intensa integração vertical.
Esse processo foi explicitado durante a crise da cafeicultura na década de 1920.

## A crise da cafeicultura
O café foi, durante a República Oligárquica, o principal produto de exportação do Brasil, gerando importantes recursos para a economia nacional. No entanto, em 1906, o preço de uma saca de café correspondia à terça parte de seu valor em 1898. Diante disso, as oligarquias cafeeiras, utilizando-se do controle que tinham sobre o governo federal, criaram a política de valorização do café.
No final da década de 1920, teve início nos Estados Unidos uma violenta crise econômica, que se irradiou por todo o mundo. A crise de 1929 impossibilitava a compra do café, atingindo o setor, que forçou o governo a comprar o estoque excedente, na tentativa de elevar os preços, evitando perdas maiores. Tais movimentos não foram suficientes para conter o declínio da indústria cafeeira, que migrou para o setor industrial, especialmente os setores têxtil e de alimentos, concentrando-se nas cidades de São Paulo e Rio de Janeiro.[carece de fontes?]

## A substituição de importações
No Brasil, após a crise de 1929, a política de substituição de importações foi implementada com o objetivo de desenvolver o setor manufatureiro e resolver os problemas de dependência de capitais externos. A substituição das importações se refere a um modelo de planejamento a favor da industrialização tardia de caráter meramente capitalista. Foi implantado em muitos países da América Latina, como o Brasil, o México, a Argentina e na África, a África do Sul. Cabe ressaltar que, em cada país, o modelo apresenta particularidades internas, referentes aos (não muito) diferentes contextos político-sociais. Suas principais ideias são "Produzir internamente tudo aquilo que antes era importado ou aquilo que iríamos importar", fomentando a indústria nacional.
Tais países viram na industrialização por substituição de importações a grande chance para evoluírem tecnológica e socialmente, pois seus políticos apostavam que o Estado poderia investir em obras de infraestrutura, saneamento básico, melhorias paliativas na educação, saúde, segurança, transporte público, ou seja, preparar espaços geográficos - cidades e regiões metropolitanas - para as futuras empresas que se instalariam na Grande São Paulo, no Grande Rio de Janeiro, na Grande Porto Alegre, Zona Franca de Manaus, Baixada Santista entre outros.

## Lei Nº 2973, de 26 de novembro de 1956
Art. 32. Caberá ao Banco Nacional do Desenvolvimento Econômico atender também às propostas de empréstimo de Prefeituras Municipais, segundo as normas gerais da Lei nº 2.134, de 14 de dezembro de 1953.
Art. 33. Fica o Banco Nacional do Desenvolvimento Econômico autorizado a efetuar depósitos em organismos oficiais de crédito, inclusive de natureza bancária, executores de programas federais, estaduais ou regionais de desenvolvimento econômico, com o objetivo de aumentar-lhes a respectiva capacidade de inversão nos setores infraestruturais da economia nacional.
Art. 34. Do total dos recursos provenientes do empréstimo compulsório, de que tratam as Leis ns. 1.474 e 1.628, e cuja vigência é prorrogada pela presente lei, Banco Nacional do Desenvolvimento Econômico destinará para aplicação, em caráter de prioridade, 25% (vinte e cinco por cento) em empreendimentos definidos nas Leis ns. 1.474, de 26 de novembro de 1951, 1.518, de 24 de dezembro de 1951, e 1.628, de 20 de junho de 1952, localizados ou que se venham a localizar nas regiões Centro-Oeste, Norte, Nordeste, inclusive Sergipe, Bahia e Espírito Santo, e destinados a elevar o nível de renda per capita, ou melhorar as condições econômicas das regiões acima mencionadas.
Parágrafo único. A prioridade definida no artigo não dispensa, como condição para deferimento de operações, a observância dos requisitos de enquadramento, rentabilidade e qualificação técnica definidos nas Leis nº 1.474, de 26 de novembro de 1951, 1.518, de 24 de dezembro de 1951, e 1.628, de 20 de junho de 1952, regulamentos e atos normativos complementares disciplinadores das operações do Banco Nacional do Desenvolvimento Econômico.
Art. 35. As indústrias de (vetado) extração de óleo de babaçu e oiticica e cêra de carnaúba, beneficiamento e tecelagem de caroá, agave (vetado) que se localizarem nas regiões Norte e Nordeste e desde que se instalem no prazo de 10 anos da vigência desta lei, terão isenção dos impostos de renda (vetado) pelo prazo de 10 anos.
Art. 35. As indústrias de fertilizantes, celulose, álcalis, beneficiamento de minérios, extração de óleo de babaçu e oiticica e de cêra de carnaúba, beneficiamento e tecelagem de caroá, agave e fibras nativas, (Vetado) localizadas nas regiões Norte e Nordeste (Vetado) e Leste Setentrional (Mantido pelo Congresso Nacional) do país ou que venham a ser instaladas nessas mesmas regiões pagarão com redução de 50% (cinquenta por cento) o imposto de renda e o adicional sobre os lucros em relação ao capital e às reservas, até o exercício financeiro de 1968, inclusive.  (Redação dada pela Lei nº 3.470, de 1958)
Parágrafo único. As novas indústrias, previstas neste artigo, que tenham se instalado a partir da vigência da Lei 2.973, de 26 de novembro de 1956, ou venham a se instalar até 31 de dezembro de 1963, ficarão isentas do imposto de renda e adicional de renda, até 31 de dezembro de 1968, desde que não exista indústria na região, utilizando matéria prima idêntica ou similar e fabricando o mesmo produto em volume superior a 30% do consumo aparente regional ou as existentes já se beneficiem dos favores do presente parágrafo". (Redação dada pela Lei nº 3.470, de 1958)
Art. 35. As indústrias químicas que aproveitem matéria-prima local, ou indústrias de outra natureza que também a utilizem, nomeadamente as indústrias de fertilizantes, celulose, álcalis, côcos, óleos vegetais e de cêra de carnaúba, beneficiamento e tecelagem de caroá, agave e fibras nativas, beneficiamento e metalurgia de rutilo, ferro, tungstênio, magnésio, cobre, cromo, manganês, chumbo, zinco, ilmenita e de outros minérios cuja extração e industrialização sejam declaradas do interesse do desenvolvimento regional, localizadas no Norte e no Nordeste do País, inclusive Sergipe e Bahia, ou que venham a ser instaladas nessas regiões, pagarão, com redução de 50% (cinquenta por cento), o impôsto de renda e o adicional sôbre os lucros em relação ao capital e às reservas, até o exercício de 1968, inclusive. (Redação dada pela Lei nº 3.692, de 1959)
§ 1º As novas indústrias, previstas neste artigo, que se tenham instalado a partir da vigência da Lei nº 2.973, ou venham a instalar-se até 31 de dezembro de 1963, ficarão isentas do imposto de renda e adicional até 31 de dezembro de 1968, desde que não exista indústria, na região, que utilize matéria prima idêntica ou similar e que fabrique o mesmo produto em volume superior a trinta por cento (30%) do consumo aparente egional, ou desde que as existentes já se beneficiem dos favores do presente parágrafo.      (Incluído pela Lei nº 3.692, de 1959)
§ 2º São dedutíveis, para efeito de imposto de renda, as despesas atinentes a pesquisas minerais realizadas, nas regiões do Norte e do Nordeste, inclusive Sergipe e Bahia, por concessionários de pesquisa ou lavra e por empresas de mineração legalmente organizadas. (Incluído pela Lei nº 3.692, de 1959)
§ 3º A declaração de tratar-se de minérios cuja extração e industrialização sejam do interesse do desenvolvimento regional far-se-á em decreto do Poder Executivo, mediante proposta da SUDENE, no que se referir ao Nordeste, inclusive Sergipe e Bahia. (Incluído pela Lei nº 3.692, de 1959)
Art. 36. O inciso IV do art. 11 da Lei nº 1.628, de 20 de junho de passará a vigorar com a seguinte redação:
"IV - receber em garantia, ou em pagamento, mediante cessão, procuração ou delegação, o produto da cobrança de impostos, taxas, sobretaxas, rendas ou contribuições de quaisquer espécies, que se destinem a custear as inversões ou despesas com o reaparelhamento econômico a cargo da União, dos Estados e Municipios, autarquias ou sociedades de economia mista em que preponderem ações do Poder Público, ou que tenham por objetivo atender ao serviço de juros, amortizações e resgate de encargos assumidos para o mesmo fim".

## CADE
Essa lei e suas posteriores revisões, favoreceram a criação do CADE (Conselho Administrativo de Defesa Econômica), uma instituição que tem como objetivo orientar, fiscalizar, prevenir e apurar abusos do poder econômico, exercendo papel tutelador da prevenção e repressão do mesmo. O CADE foi criado pela lei nº 4.137, de 10 de setembro de 1962, no Governo João Goulart, sendo um instrumento do Estado em ações (por muitos consideradas demagógicas) de combate ao crime contra a economia popular e contra o desabastecimento de determinados produtos essenciais.